# Salmon Creek (Waszyngton)
Salmon Creek – jednostka osadnicza w Stanach Zjednoczonych, w stanie Waszyngton, w hrabstwie Clark.